# Monumento de los Toros

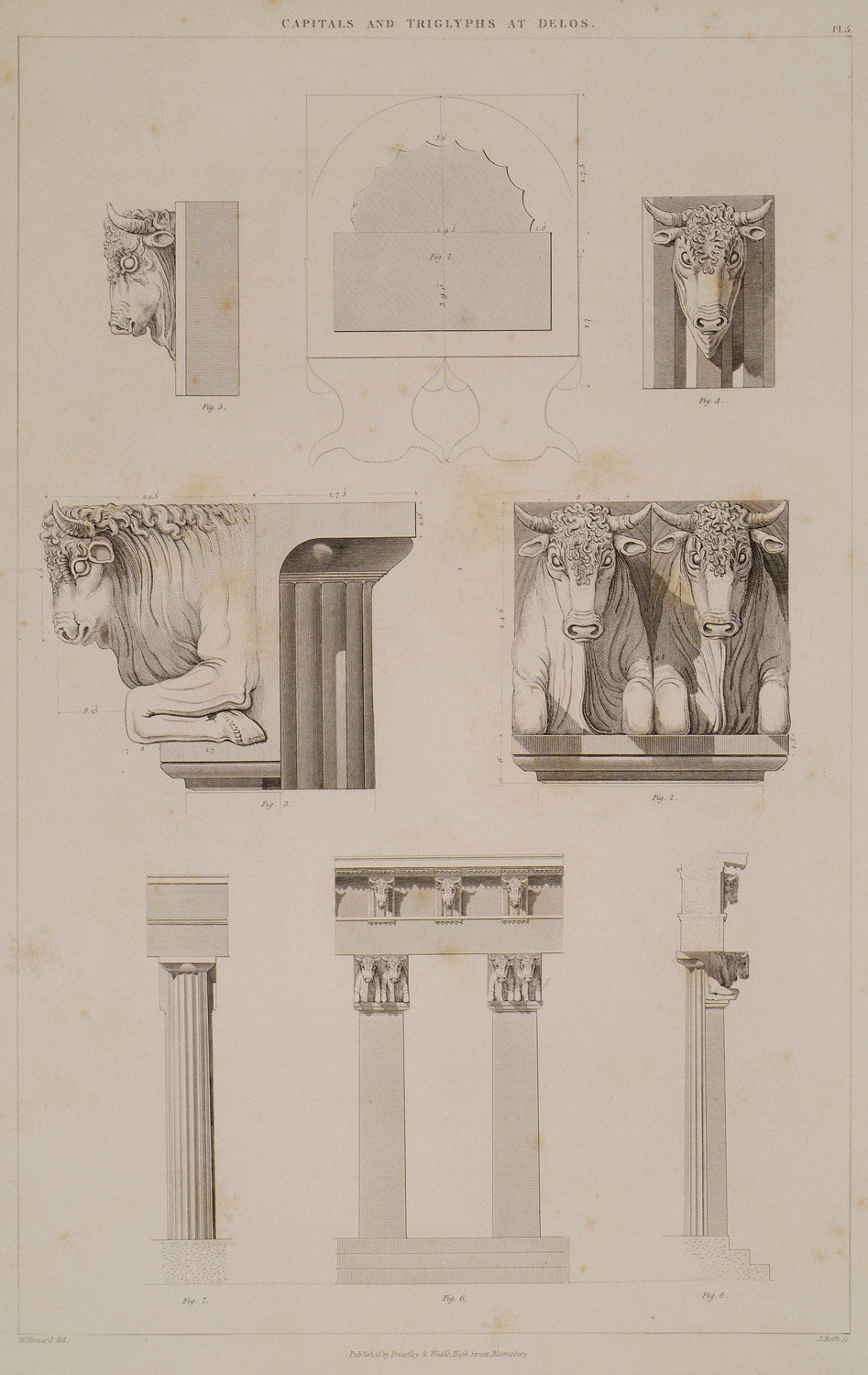
Prótomos de toros de los capiteles y triglifos

El Monumento de los Toros, también llamado el Arsenal o Neorio (en griego Νεώριον) era un antiguo edificio monumental en forma de arsenal naval de la isla de Delos, en Grecia. Sus ruinas forman parte del yacimiento arqueológico de Delos, declarado Patrimonio de la Humanidad por la UNESCO. Más concretamente, el yacimiento forma parte del santuario de Apolo y Artemisa de Delos.
El Monumento de los Toros se construyó durante la época helenística. Fue mandado construir por Antígono II Gonatas para celebrar su victoria sobre Ptolomeo III Evergetes en una batalla naval el 245 a. C. El edificio contenía una de las galeras de varios órdenes de remos, probablemente un quinquerreme, utilizadas en dicha batalla naval. Estaba situado en el lado oriental del santuario de Delos, lugar en el que Antígono también había donado la Estoa de Antígono.
El monumento era una sala alargada parecida a un arsenal naval, que medía unos 67,2 m de largo y 8,9 m de ancho. En el extremo occidental de la fachada había un prónaos de ocho columnas, seis de ellas en la fachada. La entrada conducía a una larga sala o cella, cuyo suelo estaba rebajado medio metro en la parte central, con bancos adosados a los cuatro lados. La galera estaba situada en el centro de la sala. En el extremo norte de la celda había una puerta que conducía a una sala dedicada a Apolo Pitio. La puerta tenía dos semicolumnas dóricas y dos columnas, una de ellas con semicolumnas dóricas y la otra decorada con capiteles de cabeza de toro. La parte norte del edificio tenía dos alturas.
El nombre de Monumento de los Toros, el primero que le dieron los estudiosos, hace referencia a la decoración de prótomos de toro de las columnas. El edificio también ha recibido el nombre de Pitieo (Pythion) por la habitación situada en el lado norte de la cella.